# Skoropis
Skoropis je ruské cyrilské psané písmo, které bylo používáno ve 14. až 18. století. Starší ruská písma (ustavnoje, poluustavnoje), používaná pouze ke slavnostním a náboženským účelům, byla velmi zdobená, složitá a špatně čitelná. Obecné potřebě lépe vyhovoval skoropis, který byl čitelnější a snazší.